# Bourg-Archambault
Bourg-Archambault è un comune francese di 199 abitanti situato nel dipartimento della Vienne nella regione della Nuova Aquitania.

## Società

### Evoluzione demografica
Abitanti censiti